# Friedel Berges
Friedel Berges (Darmstadt, 23 ottobre 1903 – Darmstadt, 13 agosto 1969) è stato un nuotatore tedesco.

## Carriera
Fortemente specializzato nello stile libero e nelle staffette, ha vinto 4 medaglie complessive ai campionati europei di nuoto.

## Palmarès
- Europei

Budapest 1926: oro nella 4x200 m. stile libero, argento nei 1500 m. stile libero e bronzo nei 400 m. stile libero.
Bologna 1927: oro nella 4x200 m. stile libero.